# Інчешть (Аврам-Янку, Алба)
Інчешть, Інчешті (рум. Incești) — село у повіті Алба в Румунії. Входить до складу комуни Аврам-Янку.
Село розташоване на відстані 330 км на північний захід від Бухареста, 63 км на північний захід від Алба-Юлії, 73 км на південний захід від Клуж-Напоки, 142 км на північний схід від Тімішоари.